# لیزا دل سیرا
لیزا دل سیرا (فرانسوی: Liza del Sierra‎؛ زادهٔ ۳۰ اوت ۱۹۸۵) نام هنری بازیگر پورنوگرافی و همچنین کارگردان و تهیه‌کننده فرانسوی است. وی پس از فعالیت به عنوان استریپر، نخستین بار در سال ۲۰۰۵ با موافقت شوهرش در یک فیلم پورنوگرافی بازی کرد اما بعدتر طلاق گرفتند.